# Аллерой (Курчалоевский район)
Аллеро́й (чечен. Ӏаларой-Эвла) — село в Курчалоевском районе Чеченской Республики. Административный центр Аллеройского сельского поселения.

## География
Село расположено по обоим берегам реки Мичик, у впадения в него притока Малый Мичик, в 17 км к северо-востоку от районного центра — Курчалой и в 60 км к юго-востоку от города Грозный.
Ближайшие населённые пункты: на севере — село Верхний Нойбер, на северо-востоке — село Кошкельды, на юго-востоке — сёла Мескеты и Галайты, на западе — Центарой, на востоке — село Ишхой-Юрт.

## История
Во второй половине XVIII века (1770-е гг.) немецкий исследователь И. А. Гюльденштедт указал Аллерой среди общего числа собственно кистинских селений.
В период с 1944 по 1958 года, во время выселения чеченцев и упразднения Чечено-Ингушской АССР, село носило название Шурагат и являлось административным центром Шурагатского района ДАССР.

## Население
| 2002    | 2010    | 2012    | 2013    | 2014    | 2015    | 2016    |
| ------- | ------- | ------- | ------- | ------- | ------- | ------- |
| 10 225  | ↗11 132 | ↗11 374 | ↗11 568 | ↗11 812 | ↗12 080 | ↗12 332 |
| 2017    | 2018    | 2019    | 2020    | 2021    | 2023    | 2024    |
| ↗12 589 | ↗12 893 | ↗13 151 | ↗13 405 | ↘11 436 | ↗11 694 | ↗11 949 |

Национальный состав
По данным Всероссийской переписи населения 2010 года:
| Народ   | Численность, чел. | Доля от всего населения, % |
| ------- | ----------------- | -------------------------- |
| чеченцы | 11 099            | 99,70 %                    |
| другие  | 33                | 0,30 %                     |
| всего   | 11 132            | 100,00 %                   |

Национальный состав
На 2002 год:
- чеченцы — 10 215 (99,9 %).

## Тайпы
Абсолютное большинство населения села относятся к тайпу Аллерой, также есть Беной, Энакхаллой, Энгеной, Мулкъой, ЦIечой, Чартой и другие. К югу от этого села лежит родовое село — Аллерой.

## Инфраструктура
- Средняя общеобразовательная школа № 1[25]
- Средняя школа № 2[25] и Аллероевская муниципальная средняя школа № 3, мечеть[26]
- Детский сад «Жайна»[27].
- Дом торжеств «Жайна»

## Известные уроженцы
- Авдорханов Ахмад Зелимханович — командир Президентской гвардии ЧРИ, начальник охраны Масхадова.
- Авдорханов Заурбек Зелимханович — полевой командир вооружённых формирований Имарата Кавказ, родной брат Ахмада Авдорханова.
- Исрапилов Хункар-Паша Германович — активный участник чеченского конфликта в 1990-е — 2000-е годы, полевой командир.